# Pseudoarqueología
La pseudoarqueología, también conocida como arqueología fantástica, arqueología misteriosa, arqueología de culto y criptoarqueología, es el término con el que se conoce la arqueología pseudocientífica. La pseudoarqueología es el conjunto de hipótesis, excavaciones y restos arqueológicos que no se ajustan a la metodología arqueológica habitual.
En contraste con la arqueología, la pseudoarqueología no utiliza el método científico para estudiar los hallazgos y, por tanto, sus explicaciones son indemostrables e irracionales, además de contradictorias con el discurso histórico generalmente aceptado.
Con relativa frecuencia, la pseudoarqueología adquiere cierta popularidad gracias al sensacionalismo que ofrecen algunos grandes medios de difusión, al tener estos una resonancia mayor que las publicaciones serias de divulgación. En consecuencia, cierto público no siempre consigue distinguir entre los resultados de la investigación histórico-arqueológica realizada por estudiosos profesionales y las aventuradas hipótesis que plantea la pseudoarqueología.

## Pseudoarqueología motivada por el nacionalismo
- Las expediciones enviadas por la Ahnenerbe nazi para investigar la existencia de la mítica raza aria.
- La afirmación de que las pirámides egipcias fueron construidas por los esclavos hebreos.
- La Colina de Tara en Irlanda, excavada por israelistas británicos que pensaban que los irlandeses formaron parte de las tribus perdidas de Israel y que en la colina se encontraba el Arca de la Alianza.
- El afrocentrismo radical, que defiende que la hiperdifusión africana ha influenciado notablemente a la mayoría de las antiguas civilizaciones de Asia, Oriente Medio, Europa y América del Sur.

## Pseudoarqueología relacionada con la religión

### Restos del arca de Noé
Varios exploradores han reportado haber encontrado trozos de madera del Arca de Noé. Uno de los testimonios más antiguos proviene de Flavio Josefo, un historiador judío del siglo I, quien mencionó en su obra Antigüedades de los Judíos que el Arca de Noé se posó en una montaña de Armenia. Según él, los habitantes locales mostraban los restos del Arca a los visitantes en esa época. Desde entonces, ha habido numerosas búsquedas y reportes de personas que aseguran haber encontrado restos de madera del Arca en la región del Monte Ararat, pero ninguna de estas afirmaciones ha sido probada por la ciencia; además, algunos eruditos bíblicos confesionales han interpretado el idioma hebreo para concluir que el arca de Noé podría haber sido mucho más pequeña que lo que parece indicar el texto bíblico y que habría estado hecha de materiales menos resistentes al paso de miles de años como tallos de caña. La información científica concluye que un diluvio histórico, al menos a nivel universal, es totalmente incompatible con los datos geológicos y paleontológicos actuales. 

### Evidencias que corroboran el libro de Mormón
A lo largo de la historia, ha habido numerosos intentos de corroborar con evidencia arqueológica las afirmaciones del Libro de Mormón, se han intentado relacionar algunos artefactos encontrados, como la Estela 5 de Izapa con las afirmaciones del libro, e intentar corroborar la existencia de las tres tribus perdidas de Israel en Estados Unidos durante la época prehistórica, así como de refutar los anacronismos presentes en el texto. Hasta la fecha, estos intentos no han tenido un éxito demasiado significativo (véase Libro de Mormón; anacronismos en el Libro de Mormón). 

### Descubrimientos de Ron Wyatt
Ron Wyatt, fue un explorador aficionado a la arqueología bíblica, que afirmó haber encontrado los restos de Sodoma y Gomorra, La Torre de Babel, los restos del ejército del faraón del éxodo en el Mar Rojo, el arca de Noé, entre otros descubrimientos. En uno de sus relatos más destacados, cuenta que en 1982 ingresó a un sistema de túneles en la zona conocida como la Tumba del Jardín y encontró el Arca de la alianza en una cámara subterránea. La propia Asociación de la Tumba del Jardín de Jerusalén desmintió a Wyatt, afirmaron que al arqueólogo se le permitió excavar dentro de este jardín de propiedad privada en varias ocasiones (la última ocasión fue el verano de 1991), los miembros del personal de la Asociación observaron su progreso en todo momento y nunca vieron nada.Organizaciones creacionistas como Answers in Genesis han llamado fantasía a los descubrimientos de Wyatt.

## Pseudoarqueología en general
- Los continentes perdidos, como la Atlántida, Mu o Lemuria.
- Los antiguos astronautas civilizadores.
- La especulación sobre el contacto precolombino entre la civilización maya y la egipcia.
- El diluvio universal y la existencia de civilizaciones antediluvianas.

## Lugares arqueológicos sujetos a especulación
- Stonehenge (Inglaterra)
- La Gran Pirámide de Guiza (Egipto)
- La Gran Esfinge de Guiza (Egipto)
- Inscripciones etruscas (Italia)
- Isla de Pascua (Polinesia-Chile)
- Teotihuacán (cerca de la Ciudad de México)
- Zona arqueológica de Palenque (Chiapas, México)
- Chichén Itzá (Yucatán, México)
- Las líneas de Nazca (Perú)
- Las esferas de piedra de Costa Rica
- Sepulcro del Apóstol Santiago (España)
- Cueva de los Tayos (Ecuador)
- Fuente Magna (Bolivia)
- Pedra de Ingá (Brasil)
- Mecanismo de Anticitera (Grecia)
- Robot de Leonardo (Italia)
- Guerreros de terracota (China)
- Kalasasaya (Bolivia)
- Cabeza de Tecaxic-Calixtlahuaca (México)
- Göbekli Tepe (Turquía)
- Çatalhöyük (Turquía)
- Monte Nemrut (Turquía)
- Artefactos quimbaya (Colombia)
- Dogū (Japón)
- Lente de Nimrud (Irak)
- Helicóptero jeroglífico del templo de Abidos (Egipto)
- Mapa de Piri Reis (Turquía)